# キャサリン・ロス
キャサリン・ロス（Katharine Ross, 本名：Katharine Juliet Ross, 1940年1月29日 - ）は、アメリカ合衆国の女優。以前は1943年生まれになっていたが実際は1940年生まれである。

## 来歴
ロサンゼルス市内のハリウッド出身。カレッジに通っていたが演技を学ぶために退学し、サンフランシスコに移る。The Actors Workshopで3年の間学んだ。1962年からテレビに出演し始める。
1967年の『卒業』でアカデミー助演女優賞にノミネートされる。1969年の『明日に向って撃て!』で英国アカデミー賞主演女優賞を受賞。人気スターとなるが、その後はテレビ出演が多くなった。児童文学作家として2冊の本を出版している。

### 私生活
1960年に俳優のジョエル・ファビアーニと結婚するが、2年後に離婚。『明日に向って撃て!』で出会った撮影監督のコンラッド・L・ホールと1970年に結婚するが、1973年に別居して1975年に離婚。1975年に『ステップフォードの妻たち』の撮影現場で出会った会社が雇った運転手Gaetano Lisiと結婚し、友人やファンを驚かせた。1979年に離婚。
1984年には『レガシー』で共演した俳優のサム・エリオットと結婚し、1984年に娘が生まれている。
『卒業』と『明日に向って撃て!』のヒロインとして日本でも人気を博し、伊勢丹デパートがイメージキャラクターに起用し、1976年8月18日から日本のテレビCMに登場した。撮影は1952年のアメリカ映画『地上最大のショウ』で描かれたリングリング・ブラザーズ・アンド・バーナム・アンド・ベイリー・サーカスの協力を得て、1976年7月25日からロサンゼルスで一週間かけてキャサリンが象の背に跨るシーンやピエロと踊るシーンなどが撮影された。当時の大物海外スターに支払うギャラの相場からいえば、億単位が噂されたが、制作費含めて約6000万円と意外に高額ではなかった。この関係で来日もしている。

## 主な出演作品
| 公開年 | 邦題 原題                                            | 役名                                   | 備考                                 |
| ------ | ---------------------------------------------------- | -------------------------------------- | ------------------------------------ |
| 1965   | シェナンドー河 Shenandoah                            | アン・アンダーソン                     |                                      |
| 1966   | 歌え!ドミニク The Singing Nun                        | ニコル                                 |                                      |
| 1967   | 悪魔のくちづけ Games                                 | ジェニファー・モンゴメリー             |                                      |
| 1967   | 卒業 The Graduate                                    | エレイン・ロビンソン                   |                                      |
| 1968   | ヘルファイター Hellfighters                          | ティシュ・バックマン                   |                                      |
| 1969   | 明日に向って撃て! Butch Cassidy and the Sundance Kid | エッタ・プレース                       | 英国アカデミー賞主演女優賞 受賞      |
| 1969   | 夕陽に向って走れ Tell Them Willie Boy Is Here        | ローラ                                 |                                      |
| 1970   | 愛のさざなみ Fools                                   | アナイス・アップルトン                 |                                      |
| 1972   | 大捜査 They Only Kill Their Masters                  | ケイト                                 |                                      |
| 1972   | 潮騒 Le hasard et la violence                        | コンスタンス                           | フランス映画                         |
| 1975   | ステップフォード・ワイフ The Stepford Wives          | ジョアンナ・エバハート                 | 第3回サターンSF映画賞主演女優賞 受賞 |
| 1976   | 続・明日に向って撃て! Wanted: The Sundance Woman     | エッタ・プレース                       | テレビ映画                           |
| 1976   | さすらいの航海 Voyage of the Damned                  | ミラ                                   | ゴールデングローブ賞助演女優賞 受賞  |
| 1978   | ベッツィー The Betsy                                 | サリー                                 |                                      |
| 1978   | スウォーム The Swarm                                 | ヘレナ・アンダーソン                   |                                      |
| 1978   | レガシー The Legacy                                  | マーガレット・ウォルシュ               |                                      |
| 1979   | 謎の完全殺人 Murder by Natural Causes                | アリソン・シンクレア                   | テレビ映画                           |
| 1980   | ファイナル・カウントダウン The Final Countdown       | ローレル・スコット                     |                                      |
| 1981   | テキサス殺人事件 Murder in Texas                     | アン                                   | テレビ映画                           |
| 1982   | シークレット・レンズ Wrong Is Right                  | サリー・ブレイク                       |                                      |
| 1982   | シャドー・ライダー The Shadow Riders                 | ケイト・コネリー／シスター・キャサリン | テレビ映画                           |
| 1986   | 夕陽のストレンジャー Red Headed Stranger             | ローリー                               |                                      |
| 1991   | 15年目の殺意 A Climate for Killing                   | グレース・ヘインズ                     |                                      |
| 2001   | ドニー・ダーコ Donnie Darko                          | リリアン・サーマン                     |                                      |
| 2017   | ザ・ヒーロー The Hero                                | ヴァレリー・ヘイデン                   |                                      |

## 参照
1. ↑  De Paolo, Ronald (1968年3月1日). “Sudden Stardom of the 'Graduate Girl'”. Life 2010年8月10日閲覧。
2. ↑  Kleiner, Dick (1965年3月25日). “Katherine, or a Rossy Future”. Times Daily 2010年8月12日閲覧。
3. ↑  “Estelle Parsons winning Best Supporting Actress”.   Oscars. 2020年12月15日閲覧。
4. ↑  Haber, Joyce (1973年3月19日). “Katharine Moves, Horses and All”. Los Angeles Times 2010年8月12日閲覧。
5. 1 2  「洋画 キャサリン・ロスが突如結婚『潮騒』」『スタア』1975年8月号、平凡出版、101頁。
6. ↑  Beck, Marilyn (1975年3月18日). “Hollywood Closeup”. The Milwaukee Journal 2010年8月10日閲覧。
7. ↑  Brown, Vivian (1977年1月26日). “Old-fashioned and lucky in films”. The Free Lance-Star 2010年8月10日閲覧。
8. ↑  “Katharine Ross”. People. (1992年5月4日) 2010年8月10日閲覧。
9. 1 2 3 4 5 6  “街路樹”. 報知新聞 (報知新聞社):  p. 13. (1976年8月17日)
10. ↑  3rd Saturn Awards at IMDb.
11. ↑  The Stepford Wives - Awards - IMDb